# 瓦拉德
瓦拉德（法語：Varades，法語發音：[vaʁad]）是法国大西洋卢瓦尔省的一个旧市镇，位于该省东部，卢瓦尔河北岸，属于沙托布里扬-昂斯尼区。2016年1月1日起，瓦拉德和相邻的另外3个市镇合并为新市镇卢瓦罗克桑斯（Loireauxence），并成为政府驻地。

## 地理
瓦拉德（47°23'4"N, 1°1'48"W）面积45.82 平方千米，位于法国卢瓦尔河地区大区大西洋卢瓦尔省，该省份为法国西北部沿海省份，位于布列塔尼半岛东南部，北起伊勒-维莱讷省，西北接莫尔比昂省，西临大西洋，南至旺代省，东临曼恩-卢瓦尔省。
与瓦拉德接壤的市镇（或旧市镇、城区）包括：旧圣弗洛朗。
瓦拉德的时区为UTC+01:00、UTC+02:00（夏令时）。

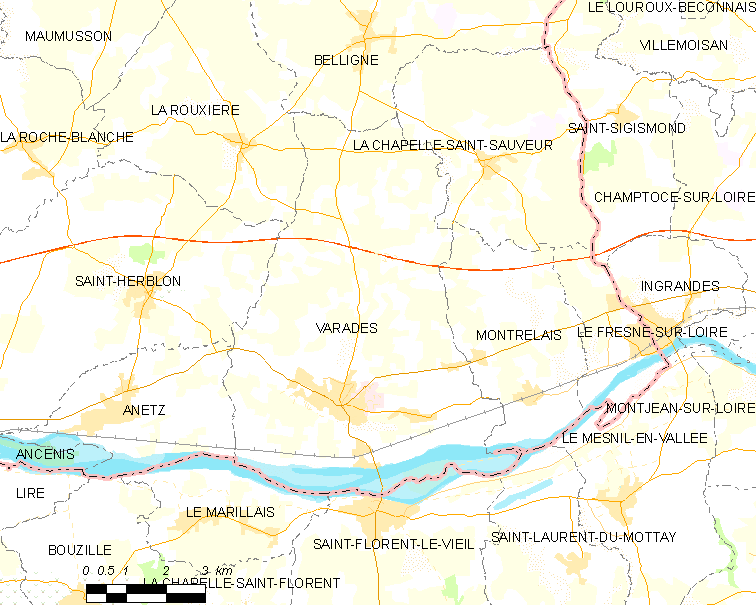
瓦拉德的OSM定位图

## 行政
瓦拉德的邮政编码为44370，INSEE市镇编码为44213。

## 政治
瓦拉德所属的省级选区为昂斯尼-圣热雷翁县。

## 人口

1962-2008年间瓦拉德人口变化图示

瓦拉德于2018年1月1日时的人口数量为3708人。

## 交通
图尔－圣纳泽尔铁路经过境内并设站。